# Maribor
Maribor (IPA: [ˈmáːɾibɔɾ], németül Marburg an der Drau IPA: [ˈmaːɐ̯bʊʁk andəʁˈdʁaʊ̯]) Ljubljana után Szlovénia második legnagyobb városa, a hasonló nevű alapfokú közigazgatási egység székhelye. Fontos gazdasági és kulturális centrum, ezért joggal tekinthető Szlovénia „második fővárosának.” Egyetemi város, a Maribori főegyházmegye érseki székhelye.

## Fekvése
A történelmi Stájerországban, a Dráva partján, a Pohorje hegy lábánál, a tengerszint felett 274 m magasan fekszik. Maribor a szlovén Alsó-Stájerország régió legnagyobb városa.
A legközelebbi nagyváros a 60 km-rel északra fekvő osztrák Graz, amellyel szoros gazdasági és kulturális kapcsolatokat ápol a Graz-Maribor Európa-régió keretében. Megközelíthető az A1-es autópályán Koper és Graz felől, valamint az A5-ös autópályán Muravidék és Magyarország felől.

## Nevének eredete
Első említése 1164-ből származik Marchburch (középfelnémet: határvár) formában. Neve is jelzi, hogy a német településterület szegélyén, határvidéken (Mark) helyezkedett el.

## Története

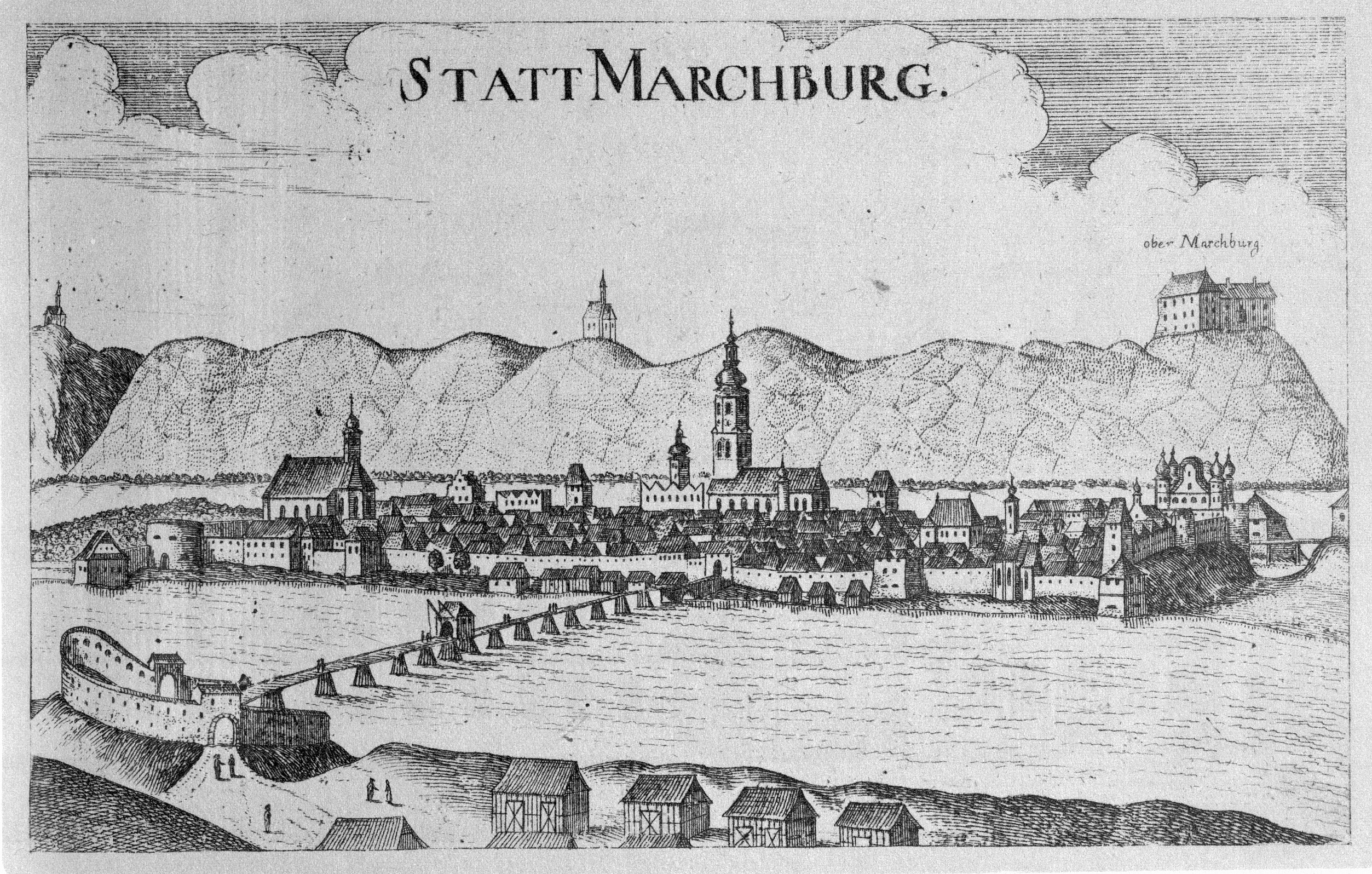
Marchburg városa (Die Stadt Marchburg). Készítette Georg Matthäus Vischer, 1681

1164 után második említése a rendelkezésre álló dokumentumokban 1204-ből származik és a vár melletti vásárról szól. Városi kiváltságokat 1254-ben kapott. I. Rudolf Habsburg uralkodó II. Ottokár cseh király felett aratott 1278-as győzelme után gyors növekedésnek indult. 1532-ben és 1683-ban sikeresen állt ellen török ostromoknak, és évszázadokig a Habsburg Birodalom része maradt.
Maribor korábban a Graz-Seckaui egyházmegye része volt, majd 1858. június 1-jén a Lavant egyházmegye központja és hercegi rangú püspökének székhelye lett. 1962. március 5-től Maribori egyházmegye lett a hivatalos elnevezése, majd 2006. április 7-én XVI. Benedek pápa érseki tartományi rangra emelte.

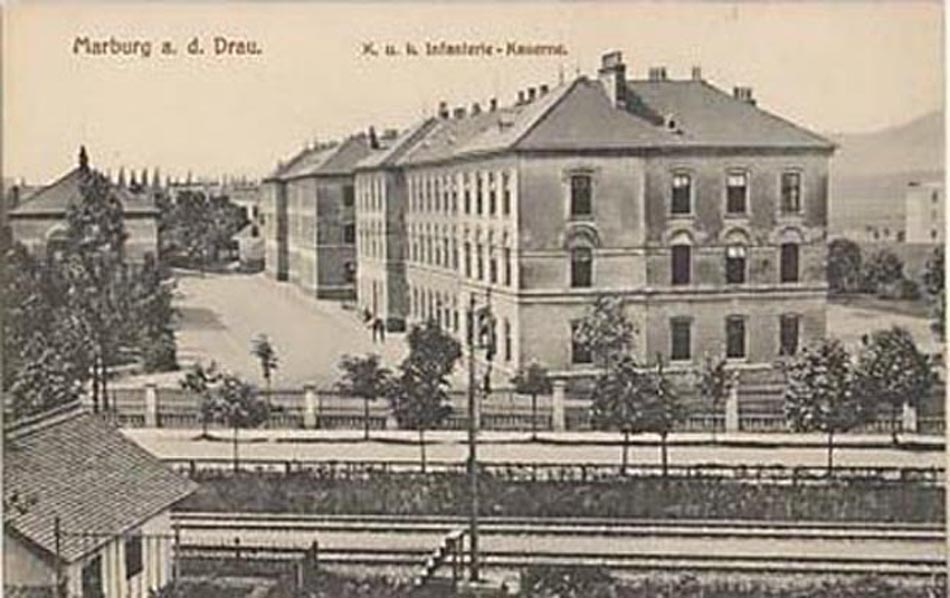
A gyalogsági kaszárnya 1908-ban

Az első világháború előtt a lakosság 80%-a német, 20%-a szlovén volt. A város gazdasági és kulturális élete német kézben volt. Az 1910-es utolsó osztrák-magyar népszámlálás szerint Mariborban és a környékbeli településeken - Studenci (Brunndorf), Pobrežje (Pobersch), Tezno (Thesen), Radvanje (Rothwein), Krčevina (Kartschowin), és Košaki (Leitersberg) 31.995 német és 6.151 szlovén élt. A szélesebb környéket csaknem kizárólag szlovének lakták.
Az első világháború idején Mariborban is kiéleződtek a nemzetiségi ellentétek. Sok környékbeli szlovént letartóztattak államellenes bűncselekmény vádjával. Az Osztrák–Magyar Monarchia összeomlása után Maribort magának követelte mind az újonnan alakult délszláv állam, a Szerb-Horvát-Szlovén Állam, mind pedig az osztrák utódállam csírája, Német-Ausztria (Republik Deutschösterreich vagy Deutsch-Österreich).
1918.november 1-jén, Anton Holik ezredes a meljei laktanyában gyűlést tartott, amelyen a Német-Ausztriához való csatlakozás mellett döntöttek. Rudolf Maister őrnagy azonban, aki jelen volt a gyűlésen, nem fogadta el ezt a döntést és a szlovén nemzetiségű alakulatok élére állva ellenőrzése alá vonta a várost. A német katonákat leszerelték és hazaküldték Ausztriába. A városi tanács azonban Maribor Ausztriában tartása érdekében saját fegyveres erőt szervezett Schutzwehr néven. A szlovén csapatok Maister parancsnoksága alatt azonban ezt a 400 fős, jól felfegyverzett egységet is lefegyverezték november 23-ra.
1919. január 27-én, a város piacterén tűzharc bontakozott ki az amerikai békedelegációra várakozva Maister csapatai és a németek között. Tucatnyi halott, sok súlyosan sebesült áldozata volt az incidensnek, amelynek felelősét azóta is vitatják. Német források Maister katonáit vádolják az indokolatlan lövöldözés miatt, a szlovén tanúk szerint a németek támadták meg a városházát őrző szlovén katonákat.
Mivel Maribor szilárdan szlovén kézben maradt, és a környező terület is egyértelműen szlovén lakosságú volt, a béketárgyalásokon a várost a Szerb-Horvát-Szlovén Királyság részeként ismerték el népszavazás nélkül.

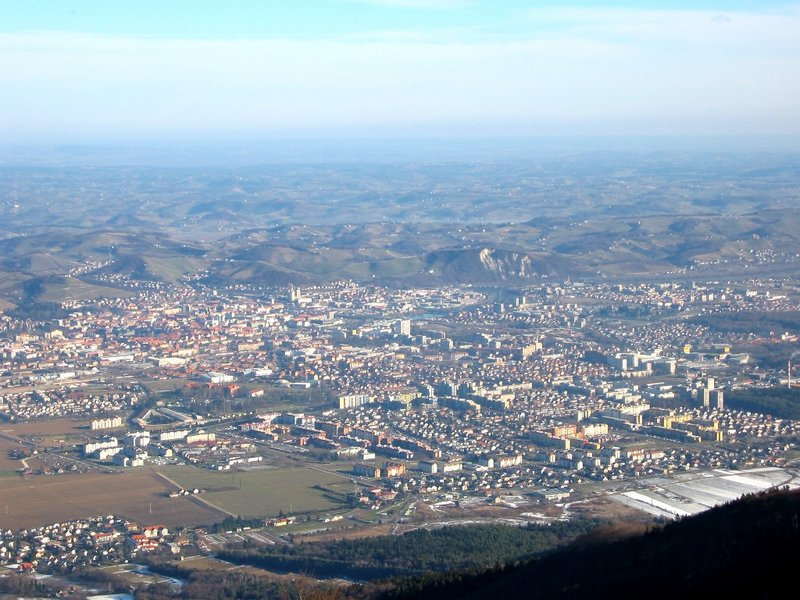
Légifotó Mariborról

Az I. világháború után a németek nagy része Ausztriába emigrált, különösen a hivatalnokok, akiknek nem voltak helyi gyökereik. A jugoszláv állam bezáratta a német iskolákat, klubokat, szervezeteket, bár a németek még a 30-as években is a lakosság több mint 25%-át tették ki. Erőszakos asszimilációs politika folyt a határ mindkét oldalán a német, illetve szlovén kisebbségek ellen, ami csak lassan enyhült.
1941-ben a náci Németország annektálta Alsó-Stájerországot. Április végén Hitler Mariborba látogatott, és felhívta követőit, hogy tegyék újra németté a vidéket. Azonnal megkezdték a szlovének deportálását a fasiszta Független Horvát Állam és Szerbia területére, majd a németországi koncentrációs táborokba. Az elnyomásra a szlovén lakosság partizánmozgalom szervezésével válaszolt. A jelentős iparral és fegyvergyártással rendelkező várost a második világháború során a szövetségesek rendszeresen bombázták. A háború után a maradék német lakosságot kitelepítették Németországba.
A felszabadulás után Maribor tradícióira és földrajzi helyzetére építve gyorsan az egyik legjelentősebb jugoszláv ipari központtá fejlődött, valamint Kelet-Szlovénia közlekedési és kulturális központja is lett.
Szlovénia függetlenné válása után a jugoszláv piacok elvesztése miatt a város nehézipara súlyos helyzetbe került, a munkanélküliség 25%-ra emelkedett. Azóta a kis- és középvállalatok fejlesztésével sikerült javítani a helyzeten. 2007 júniusában a munkanélküliség 11,5%-os volt.

## Népesség
| Lakosok száma | 62 677 | 82 560 | 103 961 | 93 847 | 95 787 | 94 984 | 95 881 | 94 876 | 96 211 | 96 302 |
|               | 1948   | 1961   | 1991    | 2002   | 2010   | 2012   | 2015   | 2017   | 2020   | 2022   |

## Városrészek

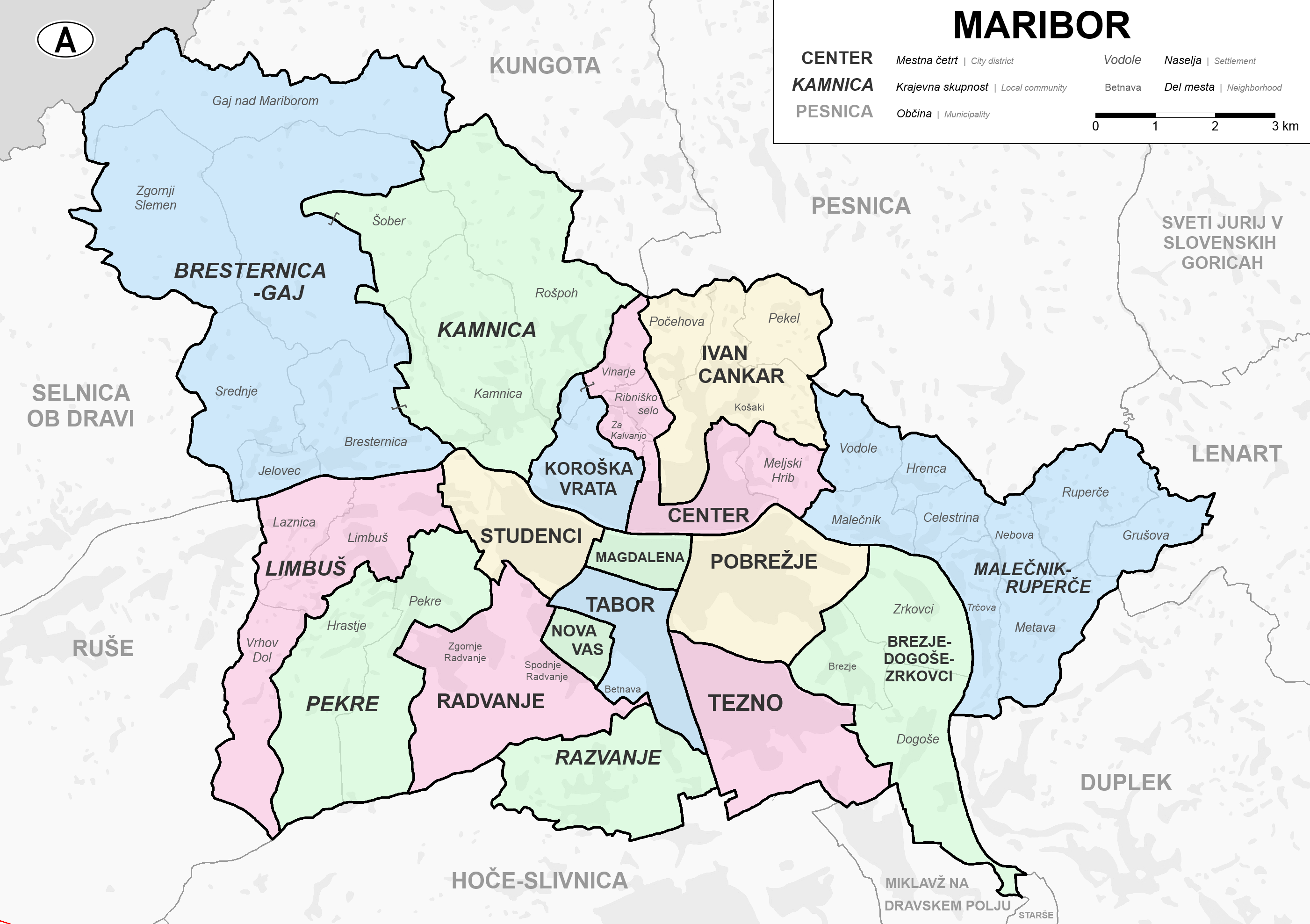
Maribor község (járás) térképe

| Negyedek (Mestne četrti): - MČ Brezje-Dogoše-Zrkovci - MČ Center - MČ Ivan Cankar - MČ Koroška vrata - MČ Magdalena - MČ Nova vas - MČ Radvanje - MČ Pobrežje - MČ Studenci - MČ Tabor - MČ Tezno | További helyi közösségek (Krajevne skupnosti) Maribor községben (járásban): - KS Bresternica-Gaj - KS Kamnica - KS Limbuš - KS Malečnik-Ruperče - KS Pekre - KS Razvanje |

## Látnivalók

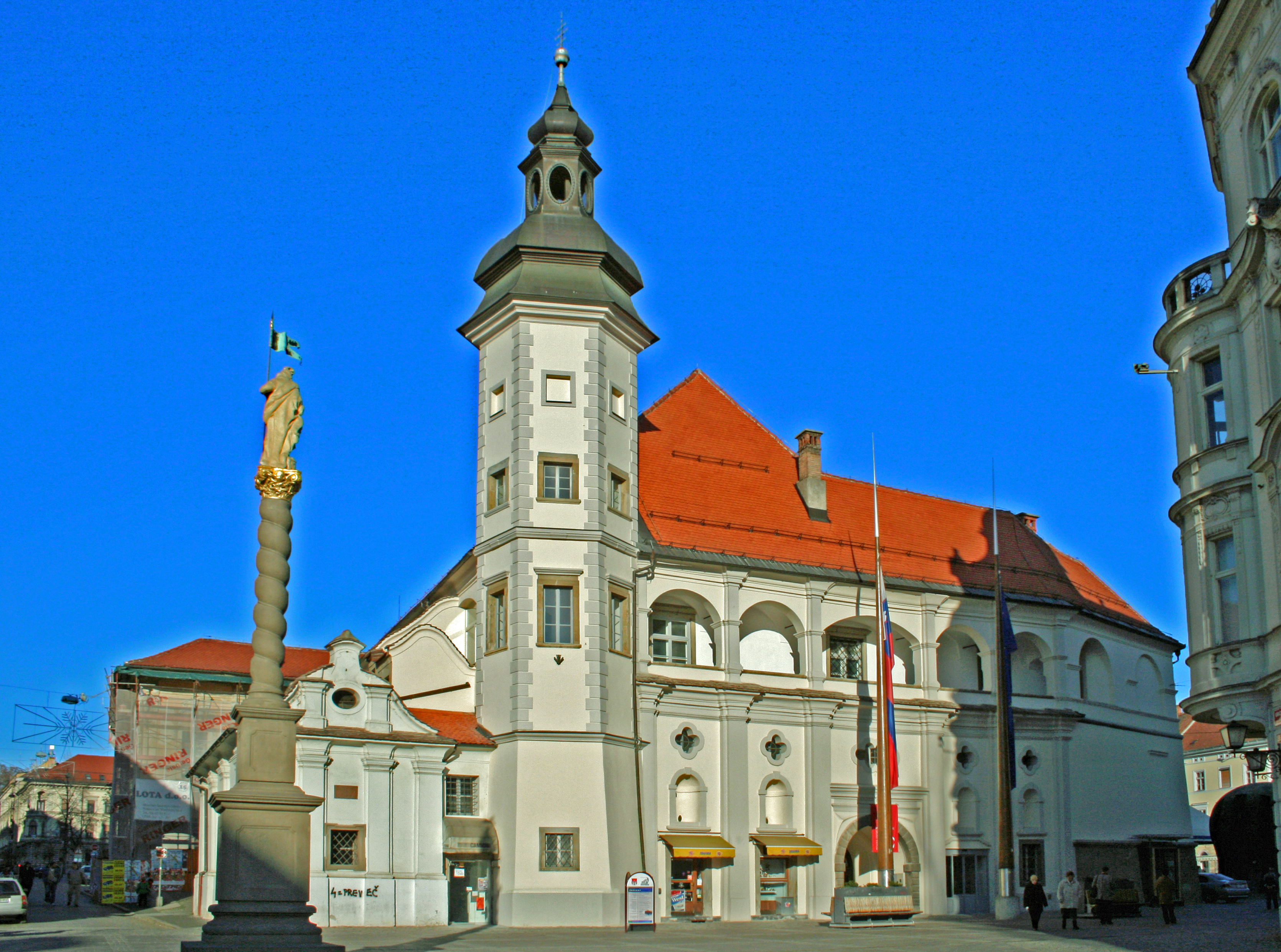
A Mariborski grad kastély

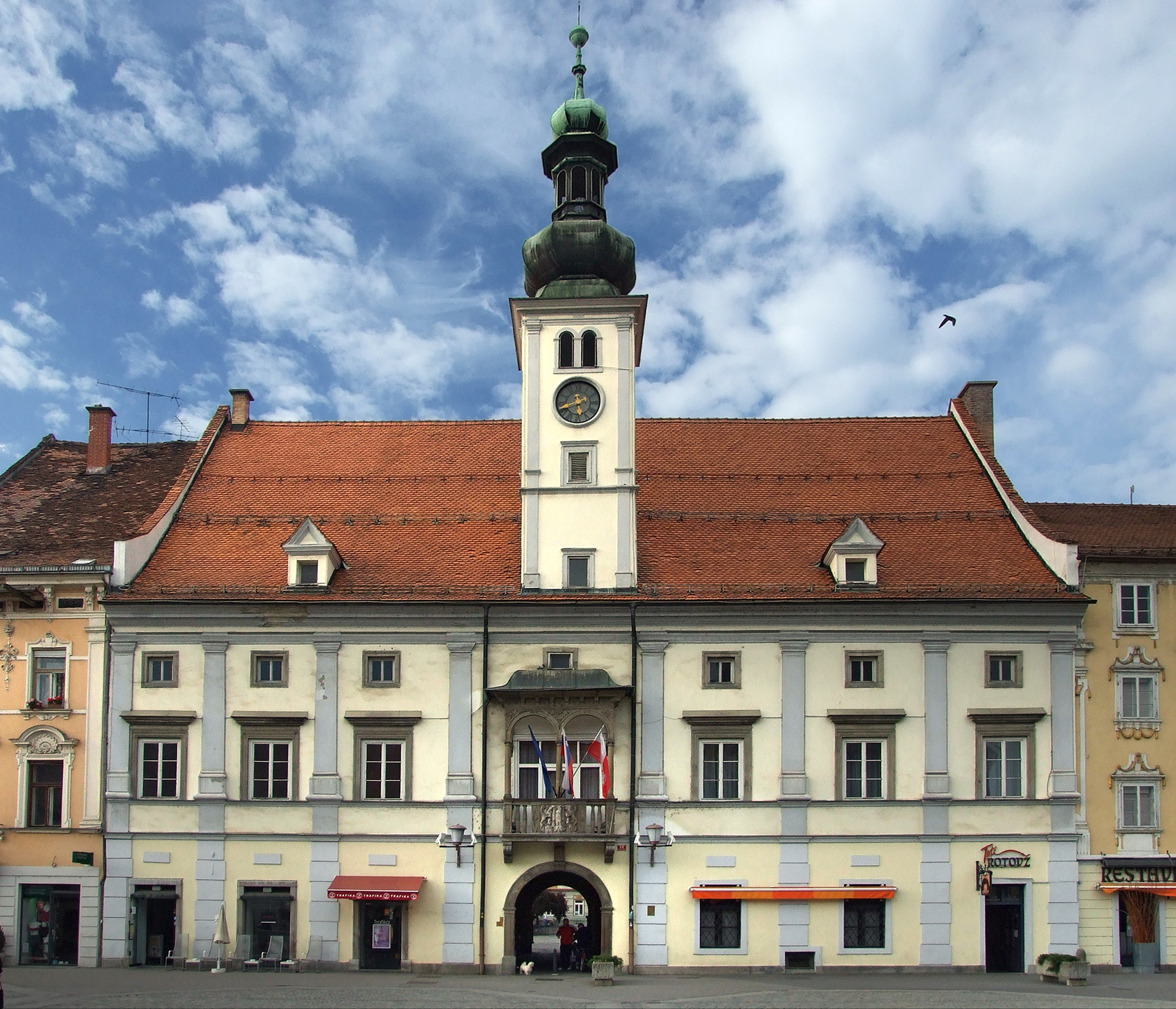
Városháza

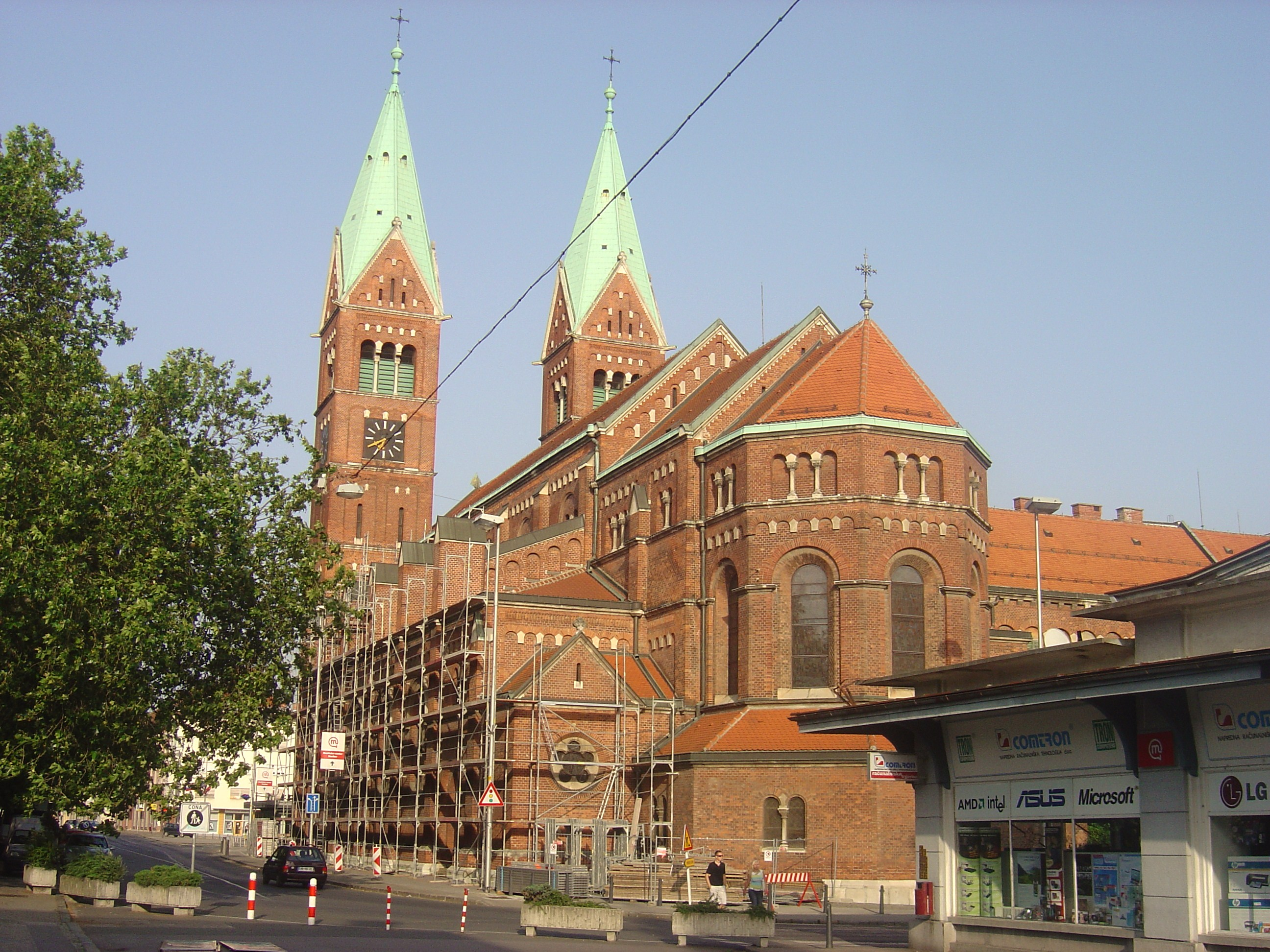
Irgalmas Anyánk-bazilika, (ferences rendi)

- Mariborski grad: 15. századi kastély a belvárosban
- Keresztelő Szent János-székesegyház
- Városháza
- Víztorony
- Öreg híd
- Öreg szőlő

## Közkekedés
- Maribor vasútállomás

## Híres mariboriak
- Zmago Jelinčič Plemeniti (1948–) szlovén politikus

## Testvérvárosok
- Eszék, Horvátország
- Graz, Ausztria
- Greenwich, Anglia, Egyesült Királyság
- Kraljevo, Szerbia
- Marburg, Hessen, Németország
- Pétange, Luxembourg
- Pueblo, Colorado, Amerikai Egyesült Államok
- Szentpétervár, Oroszország
- Szombathely, Magyarország
- Tours, Franciaország
- Udine, Olaszország